# Madri
Madri (Sanskrit: माद्री Mādrī) – postać z eposu Mahabharata, księżniczka królestwa Madra i druga żona Pandu.
W drodze do Hastinapuru król Pandu napotkał armię, która dowodził Shalya, król kraju Madra. Obaj władcy szybko zostali przyjaciółmi, a Shalya oddał Pandu swoją jedyną siostrę, Madri, za żonę.
Wraz z Kunti, Madri wiernie towarzyszyła Pandu, gdy zdecydował się on wycofać z pałacowego życia i abdykował. Pewnego dnia, polując w lesie, Pandu przypadkowo zabił strzałą pustelnika. Przeklął on Pandu mówiąc, iż zginie razem z osobą, z którą się położy. Kunti i Madri zostały bezpośrednio dotknięte klątwą, ponieważ uniemożliwiała im ona urodzenie mężowi potomstwa. Jednakże Kunti w przeszłości otrzymała błogosławieństwo, dzięki któremu mogła wezwać dowolnego dewę (bóstwo) i nosić jego dziecko. Użyła tego daru raz wcześniej, wzywając bóstwo słoneczne (Surję), i urodziła Karnę, który nie był świadom, że jest jej synem. Gdy Pandu dowiedział się o  błogosławieństwie, błagał Kunti o jego wykorzystanie. Kunti wezwała Jamę, Waju i Indrę, którzy dali jej kolejno Yudishtirę, Bhimę i Ardźunę. Następnie Pandu poprosił ją, by użyczyła swego daru także Madri - dzięki czemu urodziła ona bliźnięta Nakulę i Sahadevę od bliźniaczych bogów Aświnów. 
Pewnego dnia Pandu zaślepiony żądzą zapomniał o klątwie i połączył się z Madri. Zmarł natychmiast, a pełna wyrzutów sumienia Madri ofiarowała się na jego stosie pogrzebowym. Po śmierci obojga Kunti stała się matką wszystkich pięciu Pandawów. 